# Valdis Dombrovskis
Valdis Dombrovskis (Riga, 5 de agosto de 1971) es un político letón, eurodiputado por el partido Unidad y exprimer ministro de Letonia. En la actualidad, es vicepresidente de la Comisión Europea.

## Biografía
Ministro de Economía de Letonia (2002-2004).
Primer ministro de Letonia (2009-2014) - Asumió el Gobierno mediante un acuerdo de coalición con otros cinco partidos del Parlamento. Renunció al cargo de primer ministro, el 28 de noviembre de 2013 luego de aceptar la responsabilidad política por el derrumbe del techo de un supermercado en la capital, lo que dejó un saldo de 54 muertos y 40 heridos.
Vicepresidente de la Comisión Europea y Comisario europeo del Euro y de Diálogo Social (2014-actualidad) - Fue designado para el cargo por el presidente de la Comisión Europea Jean-Claude Juncker. 
Comisario europeo de Estabilidad Financiera, Servicios Financieros y Unión de los Mercados de Capital (2016-actualidad) - Asumió el puesto tras la dimisión del comisario Jonathan Hill en julio de 2016, tras el Referéndum sobre la permanencia del Reino Unido en la Unión Europea.

## Estudios
Es diplomado en Física y Matemáticas por la Universidad de Letonia. Obtuvo una licenciatura en Economía por la Universidad Técnica de Riga en 1995 y una maestría en física de la Universidad de Letonia en 1996. Trabajó como auxiliar de laboratorio en el Instituto de Física de la Universidad de Maguncia en Alemania desde 1995 a 1996 y como asistente de investigación en la Facultad de Ingeniería Eléctrica en la Universidad de Maryland, Estados Unidos, en 1998.